# Vectia
Vectia fue una empresa fabricante de autobuses urbanos híbridos y eléctricos con sedes en Santiago de Compostela, Castejón,  y San Sebastián, España. Fue creada en 2013 por Carrocera Castrosua y CAF para desarrollar autobuses híbridos y eléctricos como nueva solución sostenible para el transporte urbano en los próximos años.
En 2017, SODENA entra también a formar parte del capital de Vectia. A finales de 2019, tras la adquisición de Solaris por parte de CAF, la marca Vectia desaparece desarrollando todos los autobuses híbridos bajo la marca Solaris.

## Modelos
La producción de Vectia estuvo destinada al transporte urbano con los modelos Teris y el Veris. A continuación se presenta una pequeña reseña de cada uno de los modelos que comercializaba vectia.

### Teris

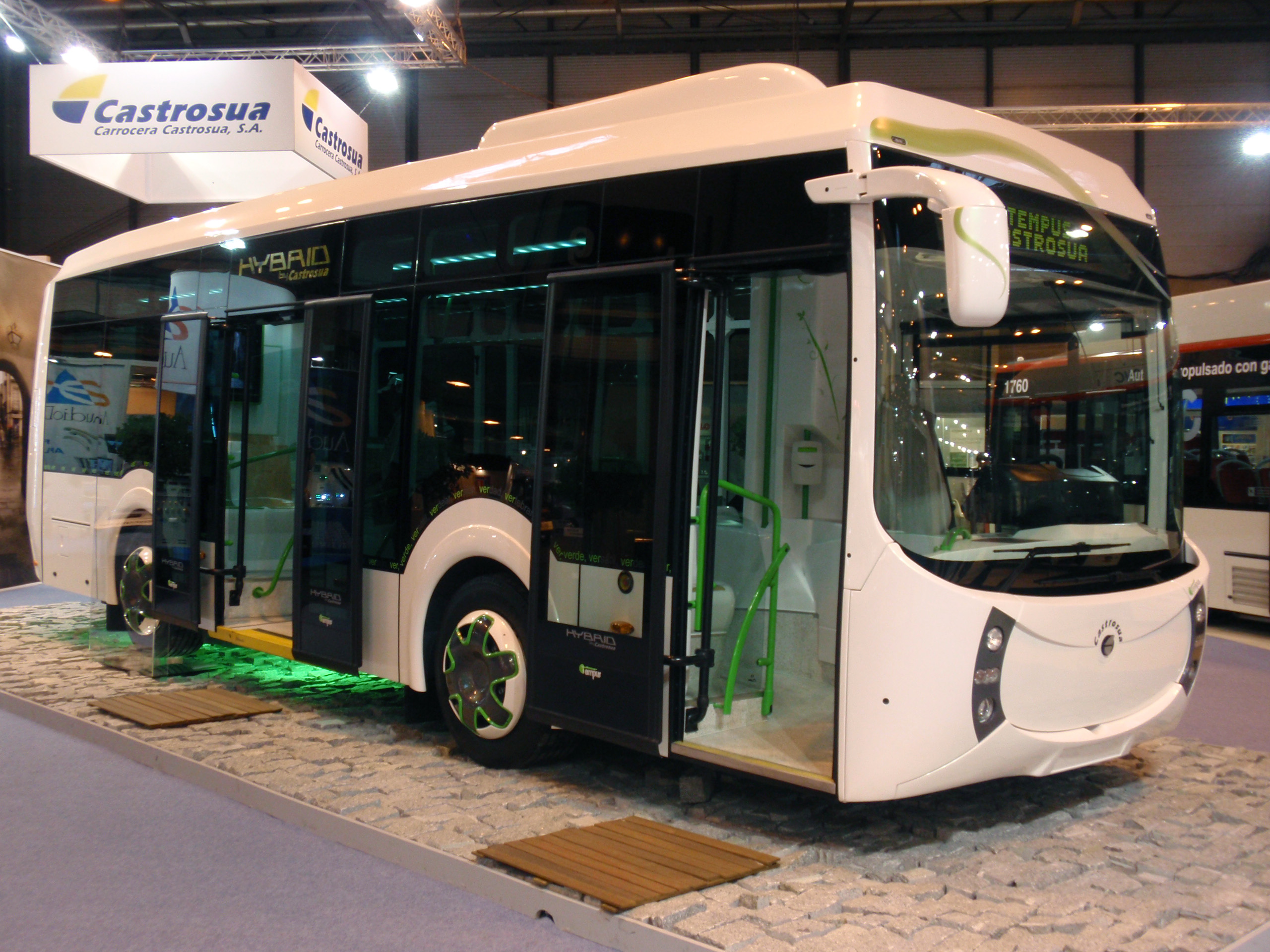
Vectia Teris (Castrosua Tempus) en la FIAA (Feria Internacional del Autobús y el Autocar) 2008 en Madrid

Fue un modelo de minibús que hasta 2013 se denominaba Castrosua Tempus debido a que hasta entonces lo fabricaba la mencionada. media 10 metros de longitud, Desde ese año se cambia la denominación debido a la aparición de vectia.
Carrocera Castrosua presentó en la edición 2008 de la FIAA el autobús híbrido eléctrico "Tempus" de 17 plazas sentadas (más la del conductor) y 40 de pie. Es un híbrido enchufable de rango extendido (lleva un generador diésel a bordo para cuando se acaban las baterías).
El mismo se encuentra incluido en el Proyecto Electrobús del Ministerio de Industria / IDAE.
Ahora el híbrido Teris dispone de una versión eléctrico + diésel de 10 metros de la que dispone TMB y en 2012 el modelo Tempus Hibrído + Gas Natural comprimido que ha sido expuesto en la FIAA 2010,en la EMT Madrid cuenta con 13 unidades.
En la FIAA 2012 se presentó una nueva versión de este autobús siendo esta eléctrico + gas licuado petróleo (GLP). Este autobús circuló en pruebas en Valladolid en la empresa municipal Auvasa una de las compañías españolas con más autobuses de GLP. 
Este modelo de autobús se encuentra funcionando en Barcelona con 16 unidades, en Pamplona con 2 unidades destinadas a la línea 14 que da servicio a casco viejo, en Madrid con 1 unidad en la empresa autobuses Prisei, 13 unidades en la EMT y también varias unidades en las guaguas de Gran Canaria.

### Veris.12

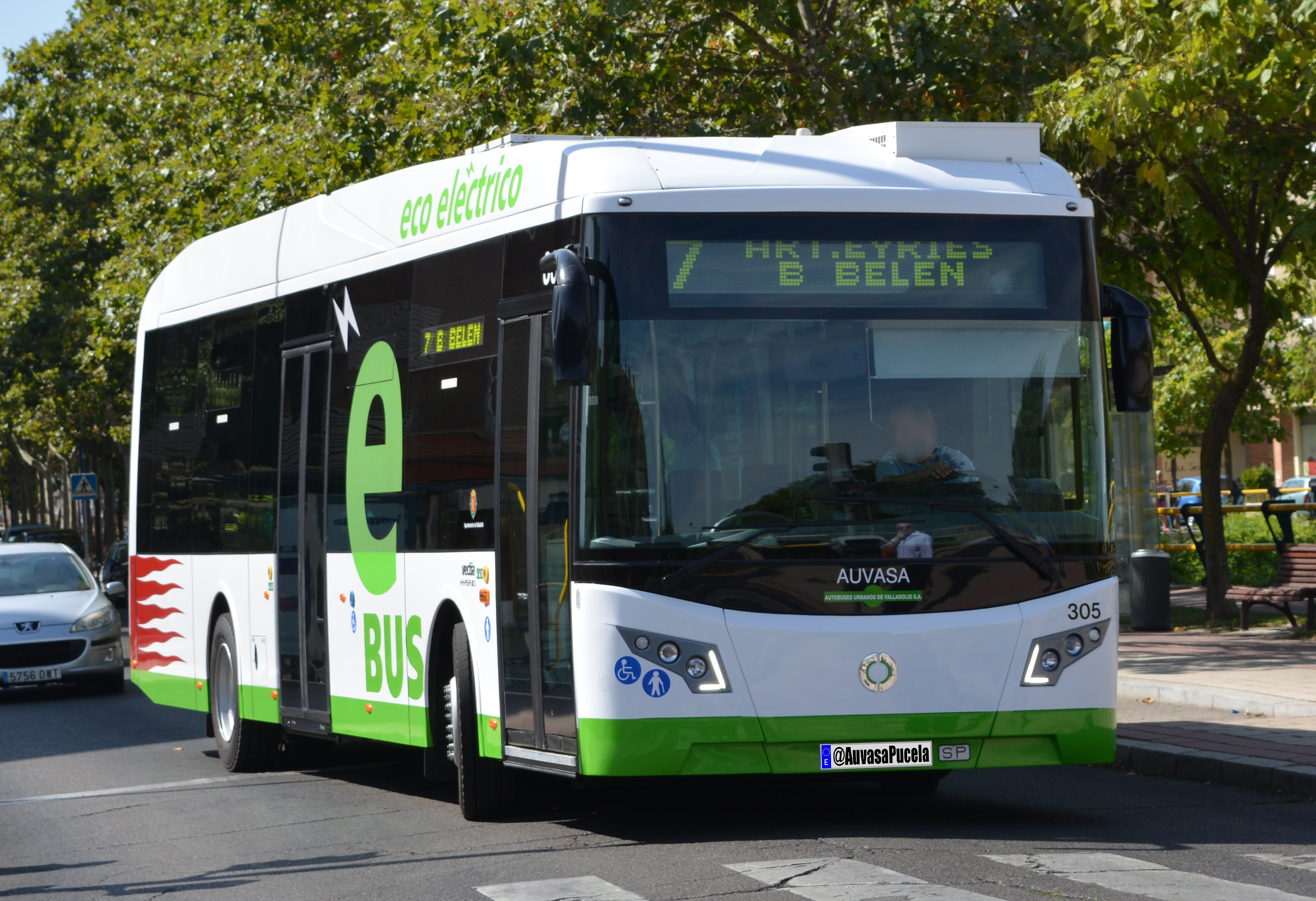
BUS 305 de AUVASA (Vectia Veris.12)

Es un autobús de 12 metros híbrido (eléctrico-diésel) aunque según su tipo de uso tiene una configuración 100% eléctrica.
Las 2 primeras unidades de este modelo se estrenaron en Valladolid en julio de 2016. En septiembre comenzaron a circular 3 unidades más en Valladolid,1 en Sevilla,3 en Pamplona,3 en Lérida, 1 en Sabadell y otra en Burgos. A partir de 2018 se estrenaron 5 unidades en Vitoriacon otras 5 que se sumaron más adelante; siendo la flota ampliada en la capital alavesa a 10 unidades, además de otras 6 unidades en Valladolid por lo que circularán 11 unidades por la capital castellanoleonesa. También en ese mismo año se estrenaron 3 unidades en la empresa Guaguas Municipales de Las Palmas de Gran Canaria. Desde abril de 2019 hay circulando 2 unidades destinadas en la línea J de AUESA en Elche, 6 unidades híbrido-eléctricas para la línea 9 funcionando en Pamplona y cuatro unidades en Titsa para el transporte urbano de Santa Cruz de Tenerife.